# Giles Martin
Giles Martin (9 de outubro de 1969) é um produtor musical e engenheiro de áudio britânico. É filho do produtor dos Beatles, George Martin.
Giles ganhou notoriedade a partir da década de 2000, atuando como engenheiro de som nos materiais dos Beatles, devido a idade avançada de seu pai. Além de ter sido um dos produtores do álbum New, de Paul McCartney, Giles Martin foi o responsável pela remasterização e remixagem das edições de luxo comemorativas de 50 anos de vários álbuns dos Beatles, como Sgt. Pepper's Lonely Hearts Club Band, The Beatles e Abbey Road.
Em 2007, foi premiado no Grammy Awards pela trilha sonora Love.